# Daniel Melo
Daniel Melo (Belo Horizonte, 4 luglio 1977) è un ex tennista brasiliano.

## Carriera
Ottenne il suo best ranking in singolare il 19 novembre 2001 con la 151ª posizione, mentre nel doppio divenne il 4 marzo 2002, il 79º del ranking ATP.
Specialista nel doppio, vinse nel 2001 il Brasil Open, torneo del circuito ATP, in coppia con l'argentino Enzo Artoni; in quell'occasione superarono la coppia formata dall'argentino Gastón Etlis e dal sudafricano Brent Haygarth con il punteggio di 6-3, 1-6, 7–6(5). In un'unica occasione superò il primo turno di un torneo del grande slam; ciò avvenne nell'Australian Open 2002 dove fu sconfitto dai futuri vincitori del torneo Mark Knowles e Daniel Nestor.
In doppio vinse, inoltre, otto tornei dell'ATP Challenger Series, tra cui tre BH Tennis Open International Cup nel 1999, 2000 e 2002.

## Statistiche

### Tornei ATP

#### Doppio

##### Vittorie (1)
| Legenda singolare                                    |
| Grande Slam (0)                                      |
| ATP World Tour Finals (0)                            |
| ATP Super 9 / ATP Masters Series (0)                 |
| ATP Championship Series / ATP International Gold (0) |
| ATP World Series / ATP International Series (1)      |

| N. | Data              | Torneo                | Superficie | Compagno    | Avversari in finale         | Punteggio        |
| 1. | 10 settembre 2001 | Brasil Open, Salvador | Cemento    | Enzo Artoni | Gastón Etlis Brent Haygarth | 6-3, 1-6, 7–6(5) |

### Tornei minori

#### Singolare

##### Vittorie (2)
| Legenda tornei minori |
| Challenger (0)        |
| Futures (2)           |

| N. | Data             | Torneo               | Superficie  | Avversario in finale | Punteggio        |
| 1. | 19 febbraio 2000 | USA F5, Montgomery   | Cemento     | Alexander Waske      | 7–6(4), 6-4      |
| 2. | 11 giugno 2001   | Brazil F3, San Paolo | Terra rossa | Diego Veronelli      | 6(5)–7, 6-4, 6-4 |

#### Doppio

##### Vittorie (17)
| Legenda tornei minori |
| Challenger (8)        |
| Futures (9)           |

| N.  | Data             | Torneo                                                      | Superficie  | Compagno            | Avversari in finale                   | Punteggio        |
| 1.  | 9 novembre 1998  | Brazil F4, Piracicaba                                       | Terra rossa | Antonio Prieto      | Luis Barbosa Flávio Saretta           | 6-2, 6-3         |
| 2.  | 16 novembre 1998 | Brazil F5, Florianópolis                                    | Terra rossa | Antonio Prieto      | Paul Hartveg Thomas Schiessling       | Walkover         |
| 3.  | 23 novembre 1998 | Brazil F6, Curitiba                                         | Terra rossa | Antonio Prieto      | Marcos Daniel Alexandre Simoni        | 6-1, 6-4         |
| 4.  | 30 novembre 1998 | Brazil F7, Pouso Alegre                                     | Terra rossa | Antonio Prieto      | Rodrigo Ferreiro Marcello Wowk        | 6-3, 5-7, 6-0    |
| 5.  | 14 giugno 1999   | Finland F2, Helsinki                                        | Terra rossa | Antonio Prieto      | Lassi Ketola Janne Ojala              | 6-1, 6-1         |
| 6.  | 9 agosto 1999    | BH Tennis Open International Cup, Belo Horizonte            | Cemento     | Antonio Prieto      | Jamie Delgado Martin Lee              | 6-2, 3-6, 7-5    |
| 7.  | 19 febbraio 2000 | USA F5, Montgomery                                          | Cemento     | Leandro Rosa        | Diegeo Ayala Zack Fleishman           | 6-3, 1-6, 6-3    |
| 8.  | 26 giugno 2000   | Eisenach Challenger, Eisenach                               | Terra rossa | Alexandre Simoni    | Enrique Abaroa Tim Crichton           | 6-1, 6(2)–7, 6-1 |
| 9.  | 7 agosto 2000    | BH Tennis Open International Cup, Belo Horizonte            | Cemento     | Alexandre Simoni    | Jamie Delgado Martin Lee              | 6-4, 6-4         |
| 10. | 19 febbraio 2001 | USA F5, Houston                                             | Cemento     | Flávio Saretta      | Geoff Abrams Levar Harper-Griffith    | 3-6, 7–6(5), 6-4 |
| 11. | 21 maggio 2001   | Budapest Challenger, Budapest                               | Terra rossa | Sergio Roitman      | Jordan Kerr Damien Roberts            | 6-2, 6-4         |
| 12. | 28 maggio 2001   | Aberto da Costa do Sauipe, Salvador                         | Cemento     | Adriano Ferreira    | Alejandro Hernández Ivo Karlović      | 1-6, 6-3, 7–6(3) |
| 13. | 8 ottobre 2001   | Lima Challenger, Lima                                       | Terra rossa | Enzo Artoni         | José Acasuso Martín Vassallo Argüello | 6-1, 1-6, 7–6(7) |
| 14. | 22 luglio 2002   | Torneio Internacional de Campos do Jordão, Campos do Jordão | Cemento     | Alejandro Hernández | Lu Yen-hsun Danai Udomchoke           | Walkover         |
| 15. | 29 luglio 2002   | BH Tennis Open International Cup, Belo Horizonte            | Cemento     | Marcelo Melo        | Denis Golovanov Michael Joyce         | 6-3, 6-4         |
| 16. | 4 agosto 2003    | Brazil F3, Guarulhos                                        | Terra rossa | Marcelo Melo        | Thiago Alves Júlio Silva              | 6(4)–7, 6-2, 7-5 |
| 17. | 16 agosto 2004   | Brazil F3, Caldas Novas                                     | Cemento     | Marcelo Melo        | Brian Dabul Alejandro Fabbri          | 6-4, 6-2         |